# Zamek w Wąsoszy
Zamek w Wąsoszy – nieistniejący zamek z XV wieku wybudowany przez książąt mazowieckich w Wąsoszy na ziemi wiskiej na terenie obecnego województwa podlaskiego.
Zamek położony był w południowo-wschodniej części miasta Wąsosz, w widłach rzeki Wissy i Grąski (Ostasi), na terenie bagiennym, w odległości ok. 100 m od miejsca, gdzie Ostaś łączy się z Wissą. Znajduje się tam niewielkie wzniesienie otoczone podmokłymi niegdyś łąkami. Obecnie łąki są osuszone i całkowicie podmokłe są jedynie na wiosnę. Teren dawnego zamku łączy się z miastem ul. Zamkową, wychodzącą z południowo-wschodniego narożnika rynku. W połowie długości ulica rozwidla się i jeden jej odcinek prowadzi prostopadle do rzeki Ostaś (być może była tu przeprawa przez rzekę), drugi załamuje się pod kątem prostym na wschód, kończąc się przy drodze polnej, prowadzącej na dawny teren zamku. Zamek zajmował teren, który wznosi się obecnie ponad otaczające łąki i zachował w planie zarys prostokąta o bokach ok. 70 X 60 m. Mury zamku były wzniesione z kamieni i cegły, której resztki znajdują się na całym terenie pod murawą. Gwałtowny spadek terenu może być fragmentem dawnej fosy. 
Zamek zbudowali książęta płoccy, zapewne równocześnie z założeniem miasta w 1436 roku. W 1468 roku ziemia wiska została włączona do Korony i od tego czasu zamek stanowił własność królewską. Zamek w Wąsoszy należał do skromnych założeń obronnych i zapewne miał charakter niedużego dworu książąt mazowieckich, przystosowanego tylko do czasowego pobytu księcia i drużyny. Sytuacja polityczna, pokojowe relacje z Wielkim Księstwem Litewskim i brak zagrożenia terytoriów Mazowsza ze strony Zakonu krzyżackiego, nie wymagały wznoszenia silnych umocnień obronnych. Inwentarz ks. Wargawskiego z 1549 r. mówi o zburzonym zamku, gdzie do zamieszkania nadawała się już tylko „stuba, w której izba czarna". Przypuszczalnie zabudowa była niska, o czym świadczy rozległy teren zajmowany przez zamek i opis z 1562 r. — „siedlisko wielkie, można by tanim kosztem dwór pobudować". 
W latach 1968-1969 celem ustalenia dokładniejszej lokalizacji przeprowadzono badania terenu dawnego zamku w Wąsoszy przez Katedrę Historii Architektury i Sztuki Politechniki Warszawskiej. Przeprowadzone badania wykonanych wykopów pozwoliły na odnalezienie fragmentów najniższej części fundamentów murów wykonanych z kamienia polnego, łączonego zaprawą częściowo glinianą, częściowo wapienną. Kamienie tej części muru układane były na podłożu glinianym i tworzyły wygięty mur o szerokości ok. 1 metra. W dolnej części innego wykopu znaleziono resztki umocnień drewnianych, tworzących dwuwarstwowy podkład z bali drewnianych.
Taki układ podkładu drewnianego dwuwarstwowego dał się zaobserwować także w innych częściach terenu w wykopach, a więc prawdopodobnie cały teren podmokły, na którym był usytuowany zamek obronny w Wąsoszy, otrzymał umocnienie w postaci rusztu z drewnianych bali układanych w dwóch warstwach. W wykopach odnaleziono również prostokątne kafle o wypukłym różnorodnym reliefie i kolorowej polewie np. z herbem „Trzaska" na zielonym tle.
Wskazówką naprowadzającą na ślad po dawnych budynkach był zasięg odłamków większej ilości cegieł. Część wschodnia terenu, posiadała jak w części zachodniej umocnienia terenu za pomocą drewnianego rusztu z bali. Wykopy w północno-wschodniej części terenu pozwoliły odkryć część resztek fundamentów kamiennych. 
Przeprowadzone badania pozwalają na określenie, że zamek był typu nizinnego jak w Nowogrodzie czy sąsiedniej Wiznie, częściowo murowany z kamienia i cegły, częściowo o zabudowaniach drewnianych, otoczony fosą, o umocnieniach drewnianych. Teren zamku był umocniony rusztem drewnianym z bali, na którym znajdowały się w obrębie obwarowań ziemno-drewnianych poszczególne budynki.
Typ bogatej ceramiki piecowej oraz gruba warstwa gruzu ceglanego wskazywałyby, że wewnątrz znajdował się na kamiennym fundamencie najokazalszy główny budynek, posiadający reprezentacyjne pomieszczenia z bogato zdobionymi piecami.
Wykopy wskazują także na istnienie drugiego mniejszego budynku, o większej ilości części drewnianych, których resztki spalone w postaci belek występują w dużej ilości zgrupowane w obrębie prostokąta.
Budynki w części północno-wschodniej miały również fundamenty kamienne. Zapewne tu znajdowała się wieża czy budynek bramny, broniący wejścia przez groblę.